# Jarleo Barbosa
Jarleo Barbosa Valverde de Oliveira (Anápolis, 28 de agosto de 1985) é um diretor, roteirista e músico brasileiro. Graduou-se em Audiovisual pela Universidade Estadual de Goiás e especializou-se em roteiros pela Fundação Armando Álvares Penteado. É um nome importante de uma nova geração de cineastas goianos que participou de festivais importantes com seus filmes, como o Cine Ceará e o Festival de Cinema de Gramado. Tornou-se conhecido com seu curta-metragem de estreia, Julie, Agosto, Setembro (2011), que conta a história de uma jovem suíça que se muda para Goiânia e tenta compreender a cidade. Dirigiu o longa-metragem Hotel Mundial (2019), exibido em festivais no Brasil e no exterior. Também foi co-roteirista do longa-metragem Alaska (2019), diretor da série Arquitetura Verde (2014), exibida pelo canal Globosat+ e da série Doçaria Brasileira (2019), exibida pelo Cinebrasil TV.

## Filmografia

### Cinema
| Ano  | Título                                    | Crédito              | Notas          |
| ---- | ----------------------------------------- | -------------------- | -------------- |
| 2011 | Julie, Agosto, Setembro                   | Diretor e Roteirista | Curta-Metragem |
| 2011 | Faltam Duas Quadras                       | Diretor e Roteirista | Curta-Metragem |
| 2012 | Atrás da História (ou No Coração do Filme | Diretor e Roteirista | Curta-Metragem |
| 2019 | Hotel Mundial                             | Diretor e Roteirista | Longa-Metragem |
| 2019 | Alaska                                    | Roteirista           | Longa-Metragem |

### Televisão/Streaming
| Ano  | Título             | Crédito              | Notas            |
| ---- | ------------------ | -------------------- | ---------------- |
| 2014 | Arquitetura Verde  | Diretor              | Série Documental |
| 2019 | Doçaria Brasileira | Diretor e Roteirista | Série Documental |

1. ↑  bertholdo_adm (4 de dezembro de 2012). «'Julie, Agosto e Setembro' e a força do cinema Goiano». Academia Internacional de Cinema (AIC). Consultado em 29 de abril de 2025
2. ↑  terra. «Festival de Gramado tem febre de documentários e invasão alemã». Terra. Consultado em 29 de abril de 2025
3. ↑  Barbosa, Jarleo; Gerez, Verónica (1 de março de 2019), Hotel Mundial, Panaceia Filmes, Sertão Filmes, panaceia Filmes, consultado em 29 de abril de 2025
4. ↑  «Hotel Mundial - Sertão Films». 25 de janeiro de 2022. Consultado em 29 de abril de 2025
5. ↑  Novaes, Pedro; Sieg, Rafael (21 de março de 2019), Alaska, Mandra Filmes, Panaceia Filmes, Sertão Films, consultado em 29 de abril de 2025
6. ↑  «Séries». www.cinebrasil.tv. Consultado em 29 de abril de 2025